# کیریواوولا
کیریواوولا (به لاتین: Kiriwavula) یک منطقهٔ مسکونی در سری‌لانکا است که در استان مرکزی (سری‌لانکا) واقع شده‌است.